# Tecnologia stealth

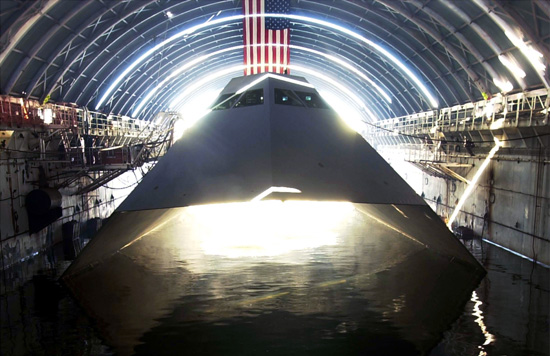
La nave stealth Sea Shadow

La tecnologia stealth (letteralmente tecnologia furtiva) è l'insieme di accorgimenti di varia natura (tattica, tecnica e tecnologica), che permettono di diminuire la propria evidenza all'osservazione da parte nemica. Più che una scienza precisa, si tratta di una vera e propria "filosofia", perché essa è in genere posta al di sopra della tecnologia, che viene applicata per concretizzare il senso del concetto, essenzialmente tattico, d'essere visti il meno possibile per non soccombere alla reazione di eventuali nemici.
Il concetto di "bassa osservabilità" viene studiato in maniera empirica, da quando si è scoperto che usare colori di un certo tipo rende possibile nascondersi e dissimularsi con l'ambiente circostante. In natura, la mimetizzazione è la base di questa filosofia di sopravvivenza, spesso usata anche per compiti offensivi. È importante rimarcare che stealth in inglese significa in effetti "furtività" e non "invisibilità". Tra le tante applicazioni naturali, si può ben definire stealth un orso polare sulla banchisa, un leone nella savana, una mantide religiosa nella vegetazione. Tra le applicazioni umane storiche, stealth era pure un ninja, come lo sono attualmente gli attuali commando e sabotatori.
La concezione scientifica della stealthness parte non ufficialmente dalla mimetizzazione, adottata soprattutto dopo l'invenzione delle armi da fuoco, quando queste fecero diventare troppo pericoloso esporsi e manovrare eserciti in piena vista, con le loro sgargianti uniformi e le armature individuali, sempre più inutili. Tutto questo avvenne soprattutto nel XX secolo in campo terrestre, navale e aereo.

## Radar

### Design
La tecnologia stealth maggiormente nota è quella legata alla riduzione della segnatura radar. Questa riduzione è dovuta soprattutto alle caratteristiche forme che gli oggetti progettati con tali accorgimenti finiscono per assumere. Lo studio di questo aspetto della tecnologia stealth, molto impegnativo, ha dato luogo a dei risultati sorprendenti.

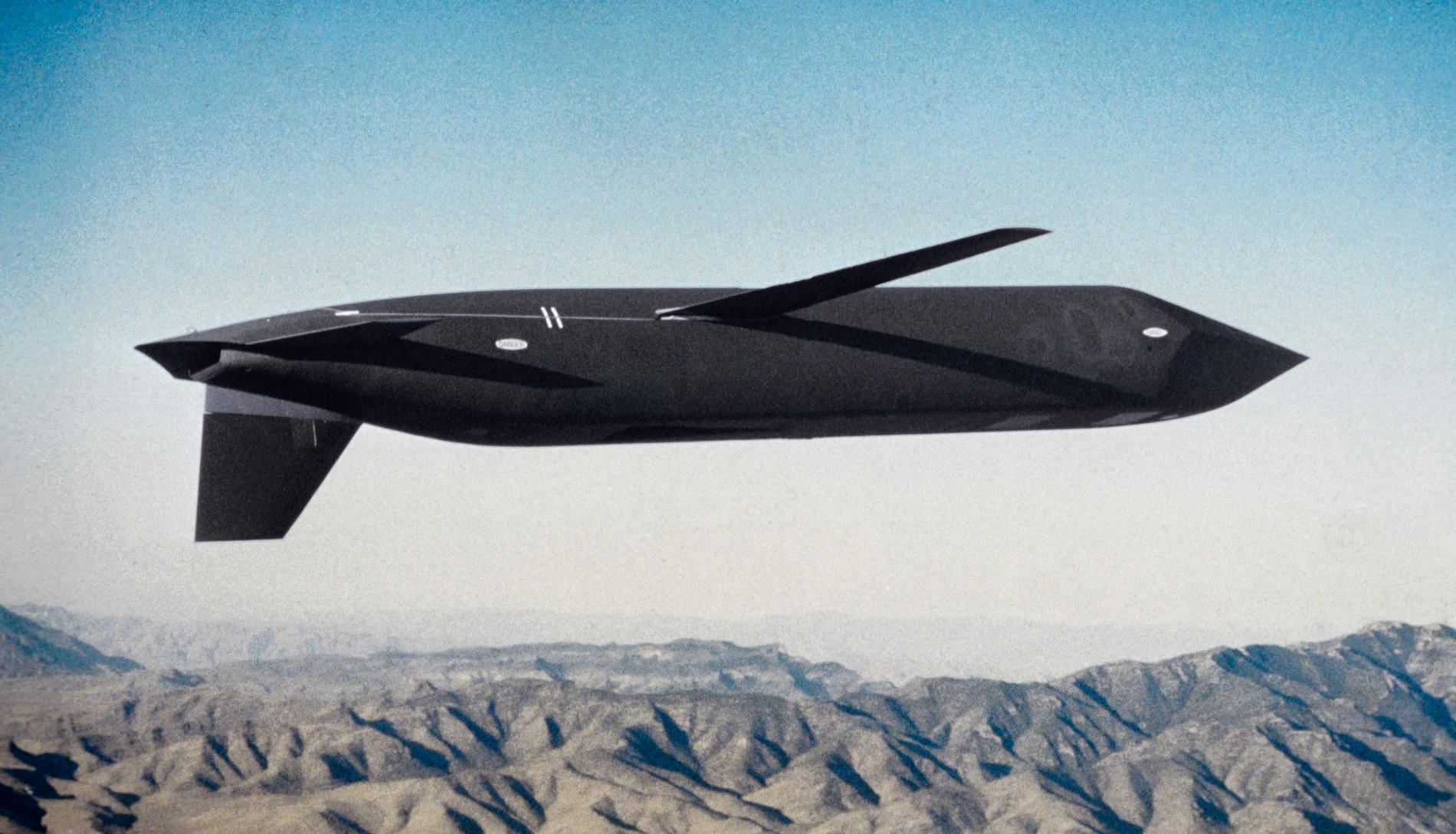
L'AGM-129 ACM, Advanced Cruise Missile, missile nucleare USA con tecnologia stealth

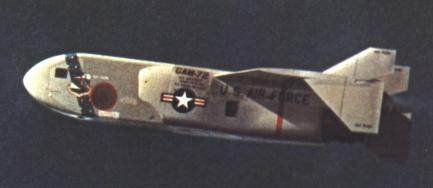
L'ADM-20 Quail per l'inganno radar. Esso aveva un motore a turbogetto, le cui prese d'aria sono qui visibili, e accompagnava i B-52 impegnati nelle missioni di penetrazione del territorio nemico, specialmente contro l'URSS

Dopo l'invenzione del radar, inizialmente sembrò che i problemi di localizzazione dei mezzi navali e aerei fosse stata risolta con successo. D'altra parte la velocità delle macchine volanti era troppo elevata per controllare la penetrazione sul proprio territorio di bombardieri veloci ad elica, che oramai superavano i 300 km/h di velocità media e potevano volare spesso al di sopra della copertura delle nubi. La necessità di un apparato con capacità di avvistamento molto superiore rispetto ai tradizionali binocoli era molto sentita.
Ad un certo punto, grazie alla portata dei radar e alla capacità di localizzare oggetti, sembrò che nessun oggetto volante o in navigazione potesse sfuggirne alla ricerca, che avviene in ogni condizione di tempo grazie alla riflessione e alla dispersione delle onde radio. Per un certo periodo anche la mimetizzazione passò in secondo piano, apparentemente superata dallo sviluppo dei dispositivi radar di scoperta.
Ben presto ci si accorse che anche i nuovi apparati erano ingannabili con varie tecniche che sono basate su vari principi: disturbo attivo (ECM - Electronic Countermeasures), uso di falsi bersagli come i chaff (striscioline metalliche, inizialmente semplice carta stagnola, usati già nella seconda guerra mondiale dagli inglesi con il nome window ("finestra") nel luglio 1943, dai giapponesi nell'autunno 1943, con il nome di "Giman-shi" (carta che inganna), dai tedeschi con il nome "Düppel" nel settembre 1943), oppure con tecniche di volo radente alla superficie cercando il mascheramento del terreno o della curvatura terrestre, come durante l'impiego degli aerei General Dynamics F-111 o Tornado. Un esempio dell'efficacia di queste tecniche si ebbe con l'episodio dell'aereo da turismo di Mathias Rust, che volando a bassa quota atterrò indisturbato, nel 1987, sulla Piazza Rossa.
Questi principi di funzionamento erano anche interpretabili in un modo diverso: se il segnale si poteva ingannare, esaltare o distorcere con sistemi attivi, si sarebbe potuto anche agire sulla forma dell'oggetto che lo rinviava al ricevitore del sistema radar. Un esempio venne dato involontariamente dal bombardiere YB-49, lontano avo del B-2. Mentre era impiegato in voli sperimentali, durante una virata venne letteralmente perso dai radar di terra. La cosa si sarebbe in seguito ripetuta per altri tipi di oggetti volanti, come i velivoli sperimentali dotati di lifting body. Queste esperienze mostravano quello che sarebbe stato importante capire dei principi di scoperta radar.
Quello che i radar mostrano sugli schermi dipende dal segnale di ritorno, che è proporzionale, essendo un'eco, a diversi elementi, tra cui la forma dell'oggetto. Detto in altri termini, un Boeing 747, pur essendo molto più grande di un camion offre un ritorno radar inferiore. Il motivo di questo fenomeno è che l'aereo ha forme affusolate (per ragioni aerodinamiche) che tendono a riflettere le onde radar in varie direzioni, mentre il camion ha forme squadrate, che provocano una forte eco nella direzione del radar che emette il segnale. Lavorando sulla forma delle superfici esterne, come nel caso dei Lockheed SR-71, si cercò quindi di ridurre l'eco di ritorno con superfici opportunamente inclinate.
Le indagini sperimentali resero possibili le deduzioni necessarie: per esempio, un bombardiere B-17 ha una RCS (Radar Cross Section, sezione radar equivalente) di circa 75 m². La sezione radar frontale è la minore che ha un velivolo, perché la parte anteriore è in genere più affusolata di quella posteriore, soprattutto per la coda, che ha bordi di uscita quasi verticali. La RCS di un DC-3 ha un valore di circa 25 m², che non si spiega con la minore dimensione della macchina. La mancanza delle torrette era un motivo, i motori con le loro grandi carenature costituiscono un altro motivo, e soprattutto, mentre il DC-3 ha un muso metallico, il B-17 ne ha uno vetrato, il che consente alle onde radar di passarvi attraverso e di rimbalzare contro gli oggetti metallici interni. Questo dà un motivo di ritorno radar maggiore che con un muso metallico arrotondato, che diffonde in maniera molto più uniforme l'eco radar.
Le dimensioni della RCS, misurata in banda S, sono tipicamente così valutabili in m²:
- Passero: 0,0025
- Corvo: 0,006
- Piccione: 0,008
- Germano reale: 0,009
- F-86: 2,9
- MiG-29: 3
- F-104: 4,3
- FB-111: 7
- KC-135: 21
- DC-3: 23
- B-52: 40
- B-17: 74
- B-747: 100
- Autocarro: 200
- Nave di piccole dimensioni: 500
- Navi di grandi dimensioni: 5000+

Con il tempo le macchine sono diventate più aerodinamiche, e così nonostante una massa paragonabile a quella di un bombardiere, un F-111 ha una RCS di 7 m², un F-4 di 6, un MiG-21 di 4. In genere la RCS di un caccia moderno è valutata in 5 m² ma questo si riferisce al velivolo senza carichi esterni, specie quelli sotto i piloni. Gli F-117 e i B-2 a questo scopo sono dotati di sole stive interne per il trasporto delle armi, che sono sviluppate per restare aperte il meno possibile proprio per restare nascosti ai radar, invece B-1B e gli F-22 hanno stive interne e attacchi supplementari esterni, rispettivamente sei e quattro, che se impiegati aumentano il payload, ma sacrificando la RCS.
Nelle parti in cui vi sono le maggiori riflessioni sono presenti le prese d'aria e i motori (specie per i sensori Radar Doppler, sensibili al movimento delle pale della turbina), i bordi d'attacco delle ali, l'abitacolo e i suoi montanti, i piani di coda e i carichi esterni. Ridurre la traccia può essere relativamente facile. Esistono soluzioni come l'angolazione ottimale delle prese d'aria per evitare i ritorni radar, il raccordo curvilineo tra ali e fusoliera, la schermatura delle turbine e altre soluzioni. Tra queste vi è anche una sottile doratura dell'abitacolo, per rendere il vetro radar riflettente e quindi, dissipare le onde radar attraverso la struttura arrotondata, cosa molto migliore che lasciare le onde penetrare nell'abitacolo e rimbalzare a 90 gradi sul sedile, il pilota, l'HUD. Quello che non può essere evitato è che le onde radar rimbalzino sulla struttura metallica piana del radar del muso, protetto da un materiale aerodinamico ma dielettrico e quindi, trasparente al radar.
Già il MiG-29 ha una RCS di 3 m² grazie ai raccordi alari molto arrotondati e alle doppie derive con angoli multipli, mentre per altre macchine come il Rafale, sviluppato con criteri stealth, a suo tempo si parlava di 2 m², che potrebbe essere una stima in eccesso: un Alpha jet, con la sua fusoliera particolarmente affusolata, pur non avendo accorgimenti stealth, ha una RCS di circa 1 m². Un'altra possibilità sono i piani di coda e le ali di materiali esotici. In molte macchine, come gli AV-8 Harrier, queste strutture sono in materiali sintetici e non metallici, il che spesso riduce il ritorno del radar in maniera netta. Questo è particolarmente vero per i rotori degli elicotteri, da lungo tempo fatti con materiali come il kevlar.
Tra le macchine non necessariamente note per la stealthness vi è l'SR-71 Blackbird, che nella sua progettazione, nonostante le eccezionali prestazioni di velocità e quota è stato pensato anche per la riduzione della RCS, adottando un'ala speciale munita di bordi d'attacco particolarmente arrotondati ed estesi, con una struttura esterna ricca di triangoli nel bordo d'attacco, che fanno rimbalzare le onde in maniera non lineare, mentre i piani di coda non sono verticali ma inclinati all'indietro. La macchina ha una struttura tale da essere rilevabile ai radar in maniera assai minore di quanto le dimensioni facciano supporre e non solo frontalmente, ma anche sui lati e in coda. Le parti che invece, dato il fatto che sono piatte, possono rimandare una forte eco radar sono il ventre e il dorso, ma essi sono rilevabili, alla quota di volo standard, solo da satelliti o da radar terrestri che sono quasi sulla verticale, in basso, per cui lo scopo di ridurre il tempo di scoperta era raggiunto, anche se queste macchine erano localizzabili e potevano essere fatte oggetto di fuoco contraereo, ma nessun missile riuscì a raggiungerle una volta che esse erano riuscite ad evitare di essere ingaggiate frontalmente (perché la loro velocità era paragonabile a quella dei missili SAM).

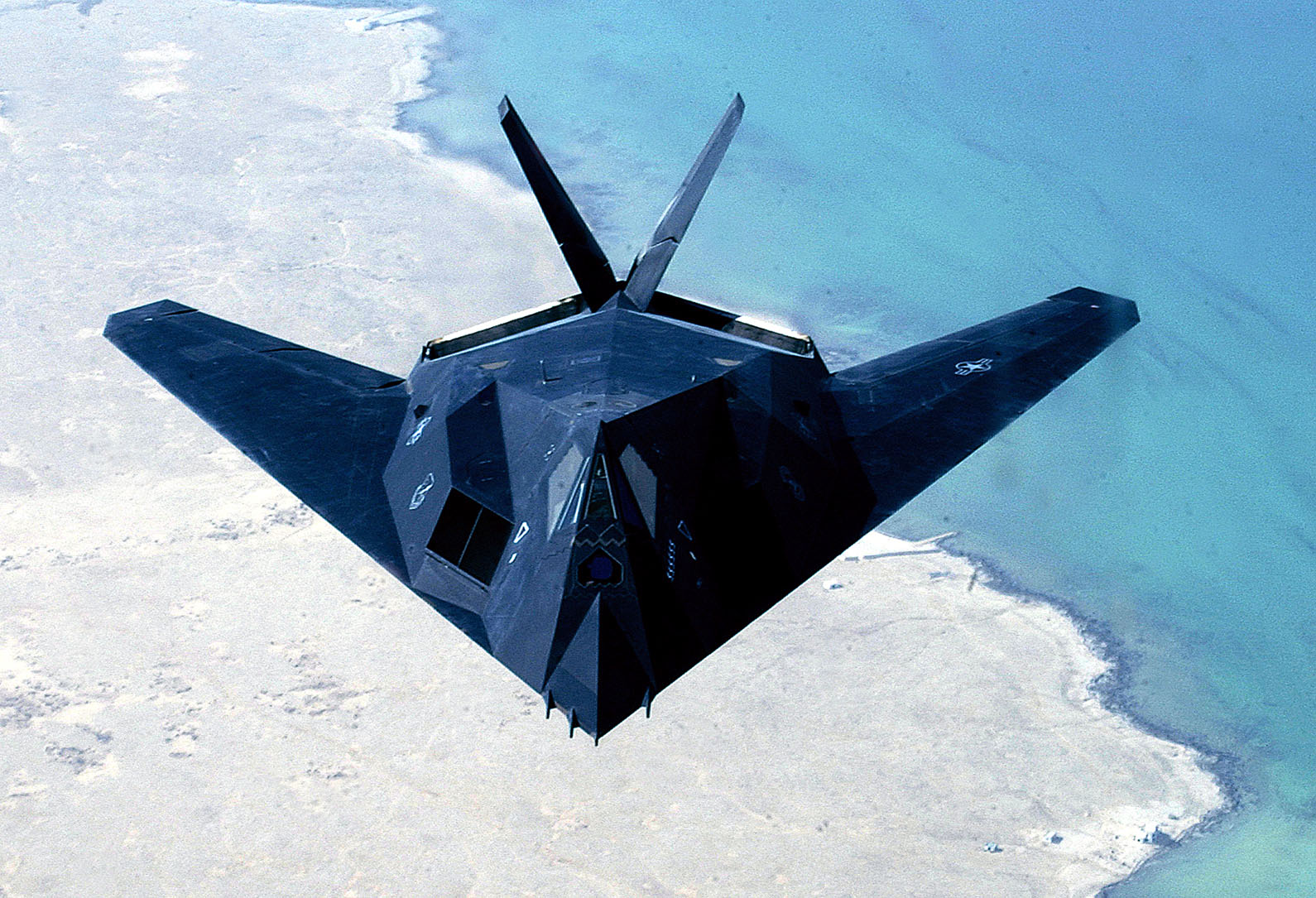
Il più famoso aereo stealth, l'F-117

L'F-117 apparso negli anni ottanta ha rappresentato la macchina invisibile per eccellenza, con una serie di accorgimenti specifici contro i radar e anche i sensori termici. Le sue superfici sfaccettate, la coda a farfalla, le prese d'aria coperte da una rete metallica, vetri "dorati", bordo della vetratura con forma triangolare hanno consentito di ridurre la RCS a 0,1 m² se non meno. Anche qui l'unico punto debole è la parte ventrale, ma l'F-117 può volare a bassa quota evitando la localizzazione dal basso.
Lo stealth di seconda generazione ha visto macchine come il B-2, l'F-22 e l'YF-23. Questi apparecchi hanno linee molto più armoniose di quelle, alquanto grottesche, dell'F-117. Le esigenze di maggiori prestazioni (ottimizzando l'aerodinamica di conseguenza) e le migliori capacità di progettazione computerizzate hanno forgiato forme migliori, tra cui quella più notevole è stata quella dell'YF-23, caccia supersonico altamente stealth, ma non scelto per la vittoria dell'F-22, che è stato considerato più maneggevole, ma l'evoluzione di quest'ultimo è avvenuta da allora (1991) sempre più con criteri stealth.
Per capire come la progettazione di dettaglio possa aiutare, anche un progetto in fase di concretizzazione, basterà citare come la riduzione dell'RCS abbia avuto luogo nei bombardieri americani. Il B-52 è variamente indicato con una RCS di circa 40–100 m². Il B-1A, aereo supersonico da mach 2 e attacco in quota, era indicato, grazie alle ali di piccole dimensioni, i motori meno numerosi e l'aerodinamica meglio studiata per il volo supersonico, con una RCS pari a un decimo.
Il B-1B, rielaborato con una struttura studiata per il volo subsonico a bassa quota, ma anche con molti accorgimenti per ridurre la RCS, era di dimensioni analoghe, ma la traccia radar si riduceva ancora a circa un decimo. Il successivo B-2 ha ridotto ancora a un decimo questo valore, che risulta inferiore a un metro quadro, praticamente pari a quella di un missile da crociera di tipo convenzionale. Nel frattempo, anche i missili hanno ricevuto caratteristiche stealth, come il misterioso AGM-129 ACM, entrato in servizio all'inizio degli anni novanta. La traccia radar è forse dell'ordine del centesimo di m², praticamente come un passero.
Per le navi, applicazioni simili erano state ugualmente studiate, e siccome nessuna di queste comprometteva pesantemente la navigazione, la realizzazione è stata meno critica che nell'industria aeronautica. Tuttavia vi era molto scetticismo sull'opportunità di costruire navi con tali caratteristiche, che non offrivano la certezza di non essere localizzate ma comportavano aumenti di costi non indifferenti per la realizzazione. I principi sono comunque simili a quelli degli aerei: evitare superfici piatte, angoli di raccordo retti, parti che possano riflettere le onde radar direttamente nella direzione da cui provengono, oltre all'uso di materiali RAM, che non hanno i limiti di peso che possiedono le applicazioni per aerei. Le tecniche costruttive sono state via via migliorate, e come le automobili hanno trasformato il loro aspetto squadrato in uno più affusolato; anche la progettazione delle navi, grazie alle tecniche CAD (Computer Aided Design = progettazione tramite computer), è risultata agevolata.
Le navi stealth più note attualmente sono le fregate Classe La Fayette, ma esse non sono le uniche né le prime a possedere queste qualità: prima sono apparsi i caccia Classe Burke e prima ancora, le navi Classe MEKO 200 (e anche le altre della famiglia, le corvette 140 e i caccia 360). Più recente la classe di corvette svedesi Visby, che spinge ai massimi livelli le possibilità di riduzione delle segnature radar, con il cannone principale che è retraibile sotto una cupola di materiale RAM.

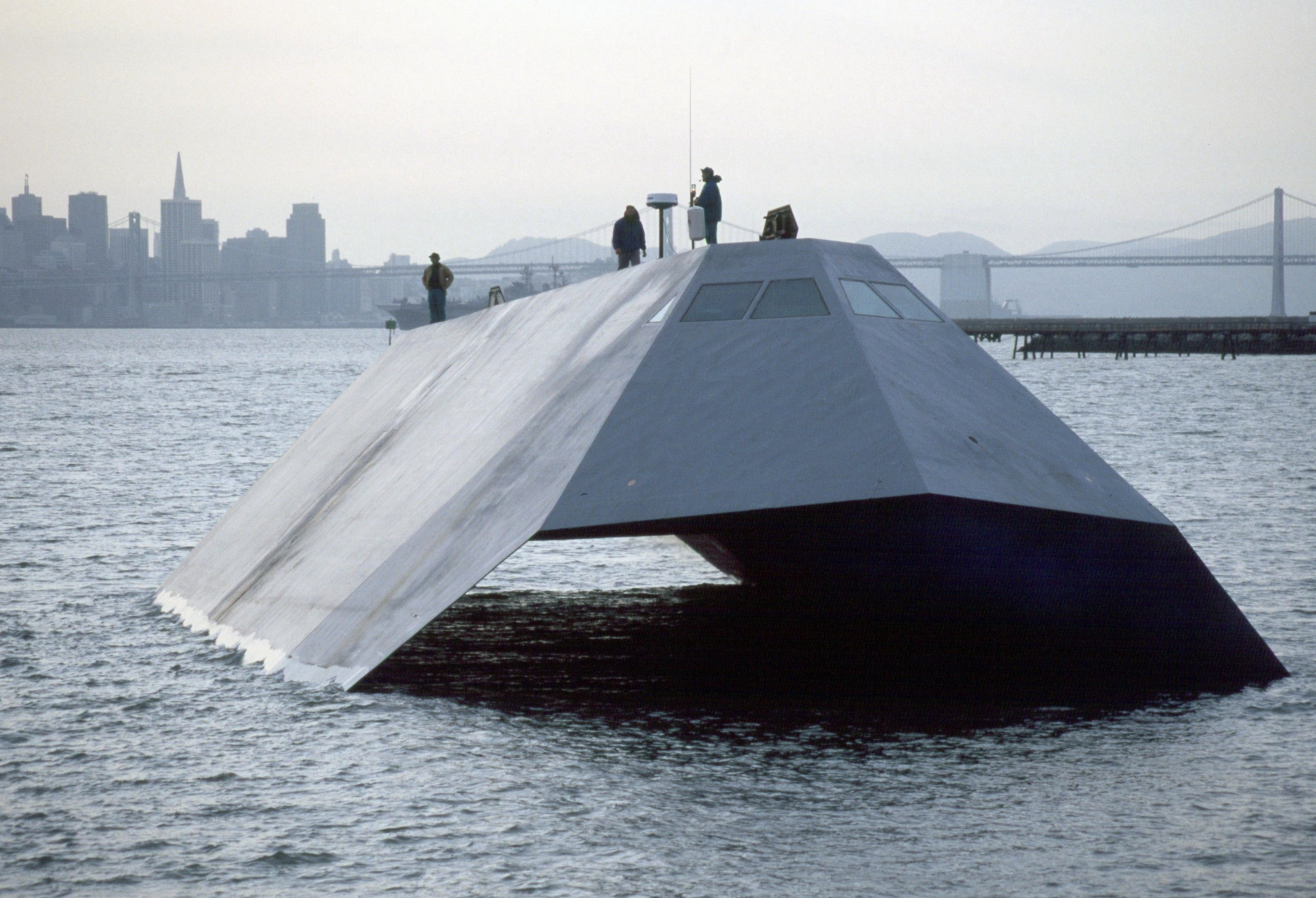
La Sea Shadow in mare

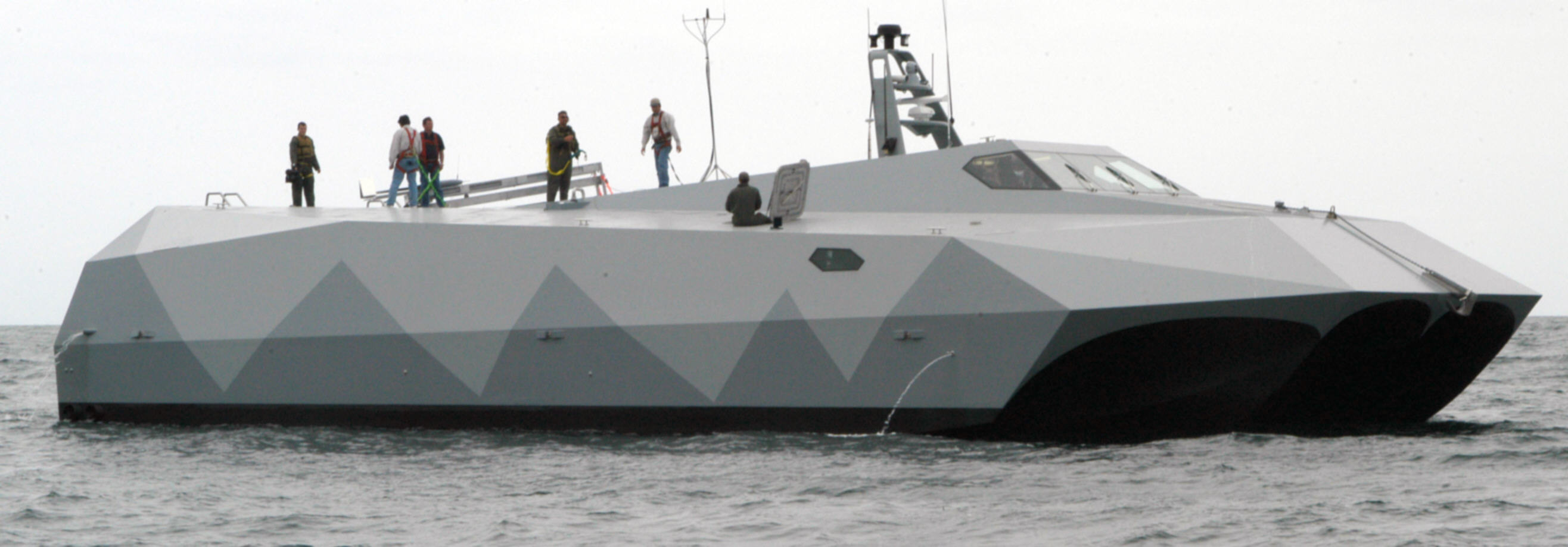
L'M80 Stiletto

Da non dimenticare anche navi sperimentali, come la Sea Shadow, una sorta di F-117 galleggiante, sviluppata con scafo a catamarano e con una tecnologia del tutto paragonabile a quella del Black Jet. Essa è la somma delle caratteristiche migliori per la riduzione dell'eco radar e di altri tipi di emissioni, ma non ha trovato una carriera operativa diretta. Tra le sue caratteristiche, quella di non avere una vera e propria sovrastruttura, in quanto tutto lo scafo è sistemato al di sopra del livello del mare, lasciando solo le due navicelle laterali sott'acqua. Tra gli impieghi a suo tempo immaginati per tale tipo di nave, quello di vettore di missili tattici, lanciabili da sistemi come il M 41VSL. Quest'ultimo merita a sua volta una menzione, essendo il sostituto delle tradizionali rampe di lancio missili singole o multiple. Queste, con le loro strutture squadrate e imponenti, davano certamente una traccia radar notevole, ma l'Mk 41, tra i tanti vantaggi che possiede ha anche quello di essere sistemato a filo del ponte, praticamente invisibile ai radar. Altro esempio è l'M80 Stiletto.
Per gli imponenti incrociatori Classe Ticonderoga questo non fa molta differenza, ma i caccia Burke hanno un design stealth che sarebbe stato altrimenti sprecato con i lanciamissili esterni.

### Materiali

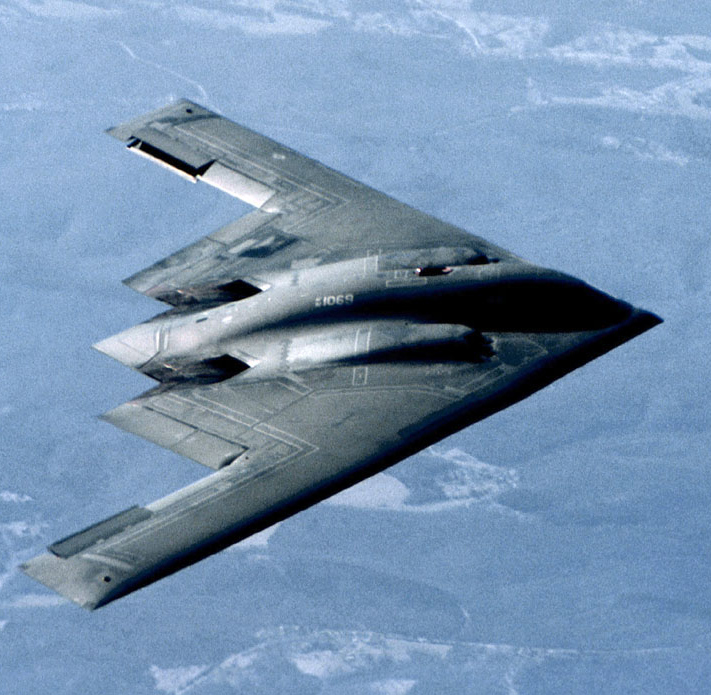
Il B-2 Spirit, stealth di seconda generazione

Inoltre, vennero presto ideati dei materiali radar-assorbenti, chiamati RAM (Radar Absorbent Material), che riescono a "catturare" parte dell'energia che li colpisce, ad esempio come quando un oggetto di colore nero "cattura" la luce visibile del Sole, trasformandola in calore. In genere sono resine con particelle di ferrite in sospensione, ma non mancano altri tipi basati su diversi principi. I primi aerei dotati di questi materiali sono stati gli U-2, che così hanno tentato di ridurre i tempi di allerta della contraerea nemica. Con gli SR-71 ipersonici oltre alla vernice è stata aggiunta anche la velocità, il che ha dato effettivamente un tempo praticamente insufficiente alle difese antiaeree per intercettare queste macchine.
Le prime ideazioni sui materiali radar-assorbenti pare che risalgano ai sommergibili tedeschi della seconda guerra mondiale, che sperimentarono questi materiali, vedendoli come logica conseguenza della minaccia dei radar alleati. Ma l'acqua salata è un conduttore, e i battelli bagnati erano privi di aiuto da parte di questi materiali (perché le onde radar tendevano a rimbalzare sulla pellicola d'acqua esterna), che comunque erano troppo pesanti per gli aerei.
I RAM erano e sono oltretutto dei sistemi particolari, che funzionano meglio o peggio a seconda delle lunghezze d'onda da affrontare, pertanto devono essere ottimizzati a seconda della minaccia. RAM efficaci contro radar a corta lunghezza d'onda possono non funzionare affatto contro sistemi a maggiore portata. I colori sono in genere scuri, specie quando vi è ferrite come materiale, ma nel caso di macchine come l'F-117 questo colore aiuta anche in termini visivi, perché esso opera di notte (recentemente ha cambiato anch'esso colorazione, comunque). "Cerotti" speciali, dall'utilità dubbia, sono spesso applicati sulle prese d'aria e il bordo d'attacco della coda e ali degli aerei, ottenendo sensibili (circa il 40%) riduzioni della RCS, ma questi materiali non pare siano molto affidabili come durata e resistenza in volo.

### Contro-stealth
Cercare di trovare un aereo o missile stealth non è facile, ma nondimeno esistono tecniche di vario genere, che potrebbero essere di aiuto, anche se in genere sono di tipo piuttosto difficile da applicare. Una di queste tecniche riguarda la lunghezza d'onda. Infatti, se questa è centimetrica, allora essa sarà molto più influenzata dalla forma del mezzo che trova nel suo cammino, e soprattutto molto più affrontabile con i materiali RAM.
Se si tratta di radar di vecchia generazione, invece, il design stealth funziona molto meno, e gli stessi F-117 sarebbero localizzabili a diverse decine di km da vecchi sistemi radar, che funzionano in bande come la C. Essi hanno una sostanziale indifferenza alla forma in dettaglio dei mezzi che trovano. Altre soluzioni sono quelle dei radar bistatici, con l'antenna di emissione separata da quella di ricezione, il che rende possibile raccogliere gli echi radar normalmente deviati in altre direzioni dalla forma degli oggetti progettati con tali criteri. Altri sistemi funzionano con altri principi, e tra i vari modelli in commercio esiste un tipo orientale chiamato "Tamara", che avrebbe notevoli possibilità di scoperta. Altri sistemi sono i radar oltre l'orizzonte (OHT, Over the horizon radar), che usano i rimbalzi delle onde radar sulla ionosfera per trovare macchine stealth colpendole sulla sagoma superiore, molto più grande di quella frontale.
Ognuno di questi sistemi ha i suoi limiti, per esempio, le lunghezze d'onda maggiori non sono cadute in disuso per ragioni di scarso valore: sono più facili da disturbare, tanto che già durante la Seconda guerra mondiale venne realizzato il radar a onde centimetriche, molto più efficiente degli apparati di prima generazione funzionanti con lunghezze d'onda di 0,5÷2 m. I radar OTH hanno grande portata, ma sono molto costosi, sono molto grandi e in genere, se sistemati a terra, hanno una portata ridotta.

## Infrarosso
In termini di riduzione della segnatura termica, si deve, come per le altre categorie, partire dai principi per i quali l'emissione avviene, quali sono i sensori che la rilevano e come essi possano essere contrastati, agendo sia sulle emissioni che sui sensori.

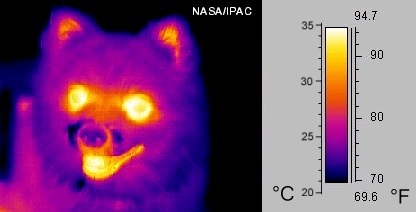
Immagine termica di un cane. La maggiore fonte di calore si misura negli occhi, bocca, orecchie e naso, ovvero le parti in cui non vi è copertura di pelliccia e spesso, vi è interscambio termico tra il corpo e l'ambiente

Quando venne concepito lo spettro elettromagnetico, ci si rese conto che solo una piccola parte delle lunghezze d'onda che esso possedeva erano visibili all'occhio umano, in particolare nell'intervallo tra il viola e il rosso. La presenza delle lunghezze d'onda inferiori al rosso apparve subito molto importante, perché ogni corpo con una temperatura superiore allo zero assoluto emetteva una certa quantità di energia IR, sotto forma di fotoni IR. Questo significava, in sostanza, che si trattava di un corpo radiante.
Il problema era come localizzarlo, visto che sotto i 500 gradi circa (calor rosso) gli oggetti non emettono radiazioni nel settore della luce visibile. La soluzione fu quella realizzare un "occhio" elettronico, capace di captare questo tipo di radiazioni rendendole visibili. Nonostante queste tecnologie siano diventate ben conosciute al grande pubblico solo in tempi recenti, la loro realizzazione avvenne ben presto.
Già nella Seconda guerra mondiale vi erano progetti tedeschi e americani per questi sistemi infrarosso, con applicazioni sugli aerei da caccia (Germania), visione notturna per i carri armati e addirittura sistemi portatili per i fucili da cecchinaggio. I sovietici nel dopoguerra furono i primi a schierare carri armati con sistemi infrarosso di visione e tiro notturni totalmente equipaggiati con sensori e proiettori IR.
Questi primi sistemi erano primitivi rispetto ai tipi moderni, e necessitavano di vari accorgimenti, in genere proiettori con sistemi di filtri per la "luce nera" ovvero un'emissione solo in termini di infrarosso. Un sistema passivo era stato studiato dai tedeschi per i caccia notturni, e questo primo IRST (Infra-Red Search and Track - sistema di ricerca a infrarossi), installato su alcuni bombardieri come i Dornier Do 17 funzionava con uno schermo realizzato con fosfori, che caricati con la luce del sole di giorno, erano in grado di far visualizzare un oggetto di notte, emettente una certa quantità di calore. Ma esso, pur presentando il vantaggio di una grande semplicità, era un sistema inaffidabile e tendente a scaricarsi presto (anche perché in Germania l'insolazione era ed è molto ridotta), e presto venne sostituito da un radar di ricerca.
I sistemi IR di vario tipo sono stati per un certo periodo sostituiti dai sistemi IL, con intensificazione della luminescenza naturale di diverse migliaia di volte. Avevano portata ridotta, ma erano passivi e funzionavano nello spettro del visibile, inizialmente tra 0,4 e 0,7 micron oppure 1,3÷3 (corrispondenti rispettivamente alla luce della Luna e quella, molto più disponibile, delle stelle) (1). Nel frattempo i sensori IR continuavano ad evolversi, e vennero realizzati nuovi tipi di sistemi, come i missili con guida infrarossa, via via miniaturizzati fino al livello dell'arma portatile. Questi primi sistemi come l'SA-7 Grail o il FIM-43 Redeye operavano nell'infrarosso medio, 5 o più micron, e costituivano una minaccia che se pure con pesanti limitazioni, era già concreta. In genere, questi sensori non erano raffreddati e offrivano una limitata sensibilità, dotati di un piccolo numero di elementi disposti a scacchiera e con una guida basata sull'intensità del segnale IR con un sistema di scansione conica (1).
In base al settore da dove il segnale mostrava la maggiore forza, il missile si dirigeva tramite un segnale analogico di tipo elettrico, che veniva inviato ai comandi di volo. Anche con la presenza di filtri speciali per escludere l'effetto dei bengala e fuochi di vario tipo i sistemi IR di questo tipo erano ancora assai rudimentali. Il campo cieco dove il sensore era abbagliato, attorno al Sole, del missile Sidewinder B era di circa 30 gradi per lato, fattore non certo da trascurare. La successiva generazione di sensori IR per varie applicazioni verteva su sistemi raffreddati con elementi come l'indio e il gallio al posto del piombo, e questi sistemi divennero molto più efficaci e resistenti alle contromisure, ma ancora assai costosi nell'impiego e nell'acquisto. Intanto, nonostante questa aumentata sensibilità, l'angolo cieco del Sidewinder L era sceso, attorno al Sole, a circa 3 gradi, rendendo quindi molto meno efficace la manovra evasiva di dirigersi contro di esso per accecare il sensore IR. Questo era dovuto anche alle diverse lunghezze d'onda IR a cui questi sensori erano sensibili, che corrispondevano a oggetti piuttosto freddi (1).
Quando si arrivò, attorno agli anni ottanta, alla tecnologia FPA (Focal Plane Array) con migliaia di piccoli elementi sistemati in un unico sensore, la definizione della visione fece un grande passo avanti, grazie anche agli algoritmi di ricerca sviluppati per la trattazione delle informazioni che questi sensori fornivano (1).

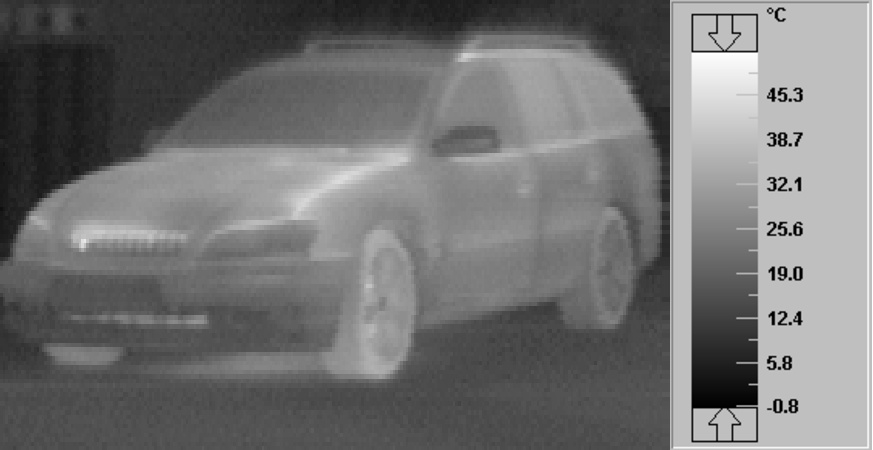
Un'automobile relativamente fredda

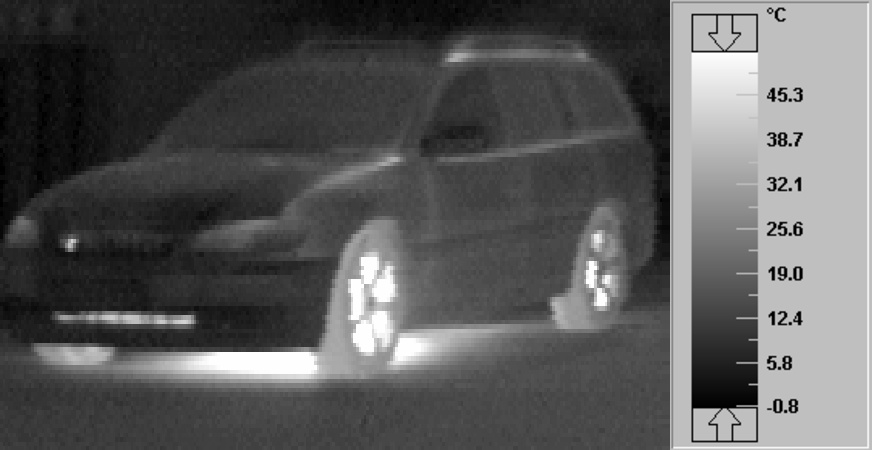
La stessa auto 'calda', dopo un viaggio: si noti che il flusso d'aria ha raffreddato la macchina, mentre le parti meccaniche sono molto riscaldate dall'attrito. I carri armati in genere non viaggiano a velocità tali da raffreddarsi lo scafo

Collegati ad uno schermo resero possibile la formazione di un'immagine simile a quella di un televisore. Nacque in questo modo il sistema di visione ad immagine termica, spesso chiamato FLIR (Forward Looking, IR), IRST, IIR. In tutti i casi questo sistema, indifferente alla luminosità esterna e senza bisogno di fonti di energia, ha potuto cambiare la sorveglianza in tutto l'arco diurno. Di fatto, era un sistema che rivoluzionava la guerra e anche parti delle indagini scientifiche. Con il tempo, questi "occhi IR" hanno fatto la loro apparizione come apparati di ricerca per i missili aria-terra, caccia, carri armati, e persino soldati di fanteria singoli, anche se il costo di un sensore termico moderno resta parecchie volte maggiore di quello di un sistema ad intensificazione di luce, che nel frattempo si è molto evoluto e offre ottime prestazioni, senza bisogno di sensori raffreddati con sistemi di grande sofisticazione(1).
I campi d'indagine in cui i sensori IR moderni operano si sono evoluti in maniera sostanziale. Inizialmente si trattava di esplorare l'infrarosso medio, 3÷5 micron, ma questo non era l'ottimale. Infatti, esistono 2 precise finestre in cui nell'atmosfera terrestre l'infrarosso tende a propagarsi meglio, ovvero nel campo dei 3 micron oppure degli 8÷12. Questo significa oggetti molto caldi con centinaia di gradi di temperatura, oppure oggetti relativamente freddi con temperature di circa 300 kelvin. Queste capacità sono costose, e tanto più lo diventano se le si vuole entrambe. In questo caso, esistono i sistemi termici duali, che operano simultaneamente su entrambe le lunghezze d'onda.
Per la prima fascia sono utilizzati materiali come il tellururo di cadmio, tra i secondi servono l'arseniuro di gallio o il siliciuro di platino. Da notare che spesso tali sensori sono estremamente delicati e tendenti a rotture, cosa che nell'impiego aeronautico ha reso necessario abbinare dei vetri protettivi di notevole resistenza e al tempo stesso, i più trasparenti possibile per l'"occhio termico" (di caratteristico colore rosso) del sensore vero e proprio.

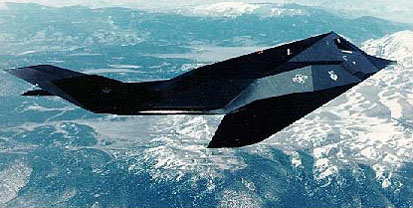
L'F-117 non ha ugelli di scarico convenzionali, dovendo schermarli all'osservazione con strumenti IR

I sensori termici possono anche distinguere un gran numero di cose invisibili ad occhio nudo: per esempio, i sistemi termici, beninteso quelli con lunghezza d'onda maggiore, sono in grado di vedere la differenza di temperatura tra la vegetazione verde e le frasche tagliate per mimetizzare qualcosa, per via della maggiore temperatura dovuta al processo di marcimento.
Come realizzare la difesa da questo tipo di sensori e armi, che sono molto più efficienti delle prime 2 generazioni (IR attivo e IL), è un argomento piuttosto arduo da affrontare con successo.
Per le macchine esistono una serie di possibilità, la maggior parte vertente sulla riduzione del calore degli scarichi dei motori di bordo. I motori degli elicotteri si prestano particolarmente alla miscelazione con aria fredda, che diminuisce la visibilità ai sistemi di visione IR. Per gli aerei la questione è più complessa, data la funzione diretta dei gasi di scarico per la propulsione. Una soluzione è stata trovata con gli scarichi dei caccia F-117, dotati di ugelli di scarico "ad ornitorinco", con speciali sistemi per la riduzione della segnatura termica. In pratica i tubi di scarico sono schermati quasi totalmente nascosti alla visione diretta da queste strutture.
Spesso anche i carri armati sono dotati di apparati di soppressione IR, con miscelatori di aria fredda con i gas di scarico, anche se i motori a turbina degli M1 Abrams hanno una emissione di calore notoriamente elevata, molto maggiore di quella di un carro con un motore Diesel anche senza attrezzature di riduzione IR. Anche le navi hanno adottato sistemazioni speciali per la riduzione del calore dei gas di scarico: vi sono sistemi di raffreddamento con aria, acqua di mare, o addirittura dei recuperatori di calore che migliorano la resa energetica riducendo l'energia "sprecata" con i gas caldi degli scarichi(9).
Non esistono solo le soluzioni per la riduzione delle temperature allo scarico. I sistemi di visione termica sono sensibili anche alle parti fredde, per cui l'obiettivo è quello di ridurre il contrasto con l'ambiente circostante anche della sagoma del mezzo. Bisogna dire che queste misure sono particolarmente importanti nel campo IR in quanto a differenza dei sensori radar o anche laser, i sistemi termici sono passivi e consentono di rilevare gli oggetti senza nessuna emissione, di conseguenza non danno allerta della loro azione. Inoltre le contromisure attive sono di scarso successo nei loro confronti, essendo praticamente impossibile disturbare su larga scala un tale tipo di sensore.

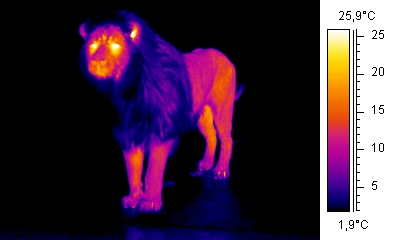
In questa immagine si vede come il calore sia rilevabile su un essere vivente: mentre esso appare massimo sugli occhi, la pelle e il pelo risultano isolanti, e la criniera arriva ad un livello di isolamento tanto alto, da nascondere quasi tutto il calore corporeo, il che rende l'idea di come i kit di riduzione infrarosso possano lavorare efficacemente: se il leone fosse totalmente avvolto dalla criniera dorsale, risulterebbe praticamente invisibile

I materiali che permettono questo tipo di azione sono diversi, e tutti sono essenzialmente caratterizzati dal fatto di essere isolanti, per cui esistono materiali come la gomma, le plastiche di vario tipo, strutture con vari strati oppure cave, come i forati delle costruzioni edili.
Esistono numerosi kit specializzati di vario genere, inclusi quelli basati su reti mimetiche speciali e kit per veicoli, nonché equipaggiamenti individuali.
Molte aziende mostrano 2 veicoli o 2 persone assieme, uno "equipaggiato" e l'altro no, di cui il secondo è ben evidente mentre l'altro quasi sparisce alla visuale. Bisogna tenere presente anche un altro problema: quello dell'irraggiamento solare, che riscalda in maniera differenziale a seconda del colore dell'oggetto. Così l'efficienza di un kit mimetico, a seconda della condizione può variare: al buio o all'ombra, o anche in una giornata nuvolosa, un kit può funzionare, mentre se ha un colore diverso da quello dell'ambiente potrebbe essere rilevato dai sensori per la temperatura superficiale che manifesta, che è di qualche grado diversa dal terreno.
I "materiali spaziati" sono di per sé un aiuto. Per i veicoli, il carro armato tipico degli anni cinquanta è un facile bersaglio, essendo "nudo" a tutti gli effetti. Il carro armato moderno, anche senza sofisticati kit di modifica, ha una serie di oggetti esterni: la torretta è circondata da cassette porta dotazioni, il cannone ha un manicotto termico, i cingoli sono coperti da skirt (pannelli), oltre alla verniciatura con sostanze speciali. Eccetto queste ultime, il resto non è concepito per criteri stealth: ma considerando che le parti calde di un veicolo sono quelle relative all'armamento, l'elettronica di bordo (specie in torretta) e le componenti dinamiche, come ruote e soprattutto cingoli, è chiaro che un oggetto che le schermi, anche per altre necessità (come la protezione balistica) ha una funzione di mascheramento aggiuntiva. Se si tratta di sistemi differenti, come skirt in gomma rinforzata invece che acciaio, gli effetti sono anche migliori. Inoltre, distinguere tra un carro armato come il T-62 e un M1 Abrams è facile, riconoscere le differenze tra un T-80 e un carro occidentale è molto più arduo e questo comporta scendere di distanza per capire con chi si ha a che fare.
Tutti gli accorgimenti tecnologici e tattici finora escogitati non sono riusciti a impedire episodi di Blue-on-blue, ovvero il "fuoco amico" (nelle esercitazioni le forze sono in genere suddivise tra "blu" e "rossi", con i primi che sono "amici" e gli altri aggressori).
Le "verniciature" sono anch'esse importanti. Da decenni molti carri armati, elicotteri e altri mezzi hanno una colorazione scura: questa, spesso di colore uniformemente scuro, ha una certa capacità di assorbimento IR, con materiali speciali, spesso a base di carbonio. I carri Leopard 1 come anche gli elicotteri UH-60 sono tipici esempi, e col tempo queste vernici hanno continuato a perfezionarsi. Non possono confondere la sagoma del mezzo, come le reti mimetiche, ma sono stabili nel senso che non si danneggiano negli urti e sotto il fuoco nemico. Pannelli o strisce in fibra di vetro, opportunamente sagomati o applicati, possono isolare bene la struttura di un mezzo e renderlo ben poco visibile all'osservazione, anche visiva diretta (la fibra di vetro ha un colore ideale per l'ambiente desertico). Ovviamente sono materiali che non reggono al fuoco nemico e agli urti, ma sono idonei per i movimenti di trasferimento, agguati, posizioni statiche di difesa.
Bisogna dire che in ogni caso, il meglio che si può sperare con un kit di protezione pratico, verso sistemi di osservazione moderna è quello di passare inosservati, o ridurre la portata pratica di scoperta o ancora quella di identificazione. Le camere termiche di terza generazione, spesso dotate di forti zoom (il TIS dell'M1 Abrams aveva 10x, l'M1A2 ha una camera da 50x) e i missili termici come l'SA-18 o il controcarro Javelin sono sistemi che obiettivamente rendono difficile la neutralizzazione dei loro sensori, per cui la copertura del terreno e il tenersi a distanza sufficiente per non essere facilmente scoperti sono elementi fondamentali per la sopravvivenza, fermo restando la possibilità che il nemico si fidi troppo dei suoi sensori che non necessariamente riescono a scoprire e a identificare entro le distanze previste. In ogni caso, come si evince da alcuni degli esempi menzionati, i materiali per la riduzione infrarossa possono essere realizzati con criteri praticamente artigianali, molto più facilmente degli accorgimenti antiradar. Per esempio, avvolgere un oggetto, anche caldo, con lana di vetro ne rende la localizzazione e l'identificazione difficile, specie se esso è su un terreno desertico.
Anche le tattiche aiutano: tenere i motori spenti, per un veicolo, quando non sia necessario può renderlo invisibile, mentre non eccedere con il gas può impedire che il mezzo sia visto oltre la mimetizzazione, la copertura tattica, la vegetazione circostante. In un campo di battaglia, esplosioni e fiamme sono dei forti disturbi alla visione, ma anche il sole basso sull'orizzonte emette abbastanza energia da rendere cieco un sensore IR per una certa angolazione: i primi Sidewinder addirittura 30 gradi, gli "L"solo 3, ma nondimeno si tratta di uno svantaggio da non sottovalutare, anche per le camere termiche.

## Acustica
In termini acustici, soprattutto, si è cercato di migliorare le caratteristiche di silenziosità: i sottomarini, principali beneficiari, sono del resto i mezzi militari stealth per eccellenza, fin da quando sono apparsi nella forma del American Turtle del XVIII secolo.
A volte si tratta di soluzioni semplici (cuscini di gomma sotto i macchinari o scarichi raffreddati con acqua marina), in altri casi si deve ricorrere a tecniche sofisticate di progettazione e al ricorso di materiali speciali, arrivando a tecnologie come la riduzione "attiva" delle vibrazioni o della segnatura magnetica. I progressi sono stati, in pochi anni, notevolissimi.
Basti pensare alla genealogia dei Victor sovietici, che nella versione I erano privi di allestimenti antirumore, nella serie II ebbero un tentativo fatto "in corsa" dopo le rivelazioni delle spie della famiglia Walker sulle capacità di individuazioni sonar americane rispetto ai veloci ma rumorosi sottomarini sovietici. I Victor III hanno avuto fin dall'inizio tali capacità inserite a livello progettuale, per cui hanno stabilito un nuovo standard per la marina sovietica e hanno costituito forse i loro migliori esempi, perché i Sierra sono stati prodotti in pochi esemplari e gli Akula sono giunti assai tardi, mentre i Victor raggiunsero nella terza serie i 26 esemplari. Tra le caratteristiche per i sottomarini vi sono le strisce di materiale fonoassorbente, che curiosamente, furono proprio i sovietici a introdurre per primi, anche se si trattava inizialmente solo di gomma. Attualmente questi materiali sono tra i segreti maggiormente custoditi. Il loro scopo è quello di ridurre l'efficacia dei sonar di localizzazione, riducendone il raggio di scoperta di almeno il 25%, ma è possibile anche ridurre la rumorosità irradiata dall'interno, e infatti pare che i sottomarini a doppio scafo sovietici e russi abbiano un doppio strato di materiali di questo tipo, uno esterno allo scafo esterno e uno interno, nelle intercapedini. La loro efficacia è inficiata spesso dai distacchi che essi subiscono durante la navigazione, aumentando paradossalmente la rumorosità del battello così "spellato" di queste spesse mattonelle. A bassa velocità invece esse costituiscono un vantaggio per il minore attrito con l'acqua marina.
Le strutture dei sottomarini hanno spesso una certa importanza, perché in molti casi la sagoma, specie frontale, può aiutare molto alla riduzione del ritorno sonar. Le navi hanno anch'esse la necessità di ridurre il rumore. Lo devono fare per evitare di essere localizzate dai sonar dei sottomarini, dai siluri, dalle mine. Lo possono fare con macchinari con supporti isolati, materiali fonoassorbenti, sistemi di eliminazione attiva del rumore che utilizzano la cancellazione attiva, in cui viene indotta un'interferenza distruttiva sulle onde sonore. Sostanzialmente si tratta delle stesse tecniche usate dai sottomarini, ma in meno vi sono le piastrelle fonoassorbenti, e in più vi possono essere generatori di bollicine come il Prairie-masker, che rende difficile la localizzazione della nave, specie se ha già altre caratteristiche di silenziosità.
Anche i veicoli terrestri e aerei possono avere sistemi per ottenere la massima silenziosità. Dalle marmitte dei veicoli, ai materiali fonoassorbenti per i vani motori, anche se bisogna tenere conto che i materiali fonoassorbenti sono spesso dei pessimi conduttori di calore, il che può causare problemi di raffreddamento. Alcuni elicotteri sono dotati di pale particolarmente silenziose, e si sa in particolare degli elicotteri della famiglia Defender, che anche prima del NOTAR (che ha migliorato le cose) avevano avuto un rotore particolarmente silenzioso.

## Visiva
La mimetizzazione è la forma di protezione contro il rilevamento con mezzi basici (ottici) che restano di grande importanza e diffusione soprattutto nella guerra terrestre. La facilità di realizzazione e la rapidità di cambiamento in caso di necessità sono di grande importanza per la diffusione di questo genere di accorgimento. Al giorno d'oggi la cosa può sembrare normale, ma fino al XX secolo non era affatto comune vedere uomini vestiti con un'uniforme mimetica. Al contrario, erano presenti divise sgargianti con funzioni antimimetiche, per il facile riconoscimento delle truppe e la loro manovra da parte dei comandanti.
Le mimetiche individuali odierne hanno varie soluzioni di colori. Da anni vi sono le mimetiche come quelle usate in Desert Storm, e vari modelli da allora si sono avvicendati, alcune delle quali sono in fase di valutazione con schemi di particolare efficacia. I veicoli, gli aerei e le navi hanno mimetizzazioni che da anni sono passati ad una generazione diversa da quella classica, in genere a 2 o 3 colori.
Le mimetiche desertiche, con i loro colori chiari e scuri sono tra le più eleganti, mentre molto efficaci si sono dimostrate anche le soluzioni svedesi, con colori finemente spezzettati in nero, giallo e verde. Le attuali mimetiche sono un tentativo di accordare quelle tipiche dei cacciabombardieri (tipicamente in marrone e verde) con i colori chiari, tipicamente bianco o azzurro, dei caccia da superiorità aerea. In genere il risultato è che viene usato un colore grigio-azzurro chiaro uniforme o leggermente sfumato, oppure 2 toni diversi. Alle volte le mimetizzazioni ottiche vengono fatte manualmente, per la loro facilità di realizzazione.
Da qualche anno anche le forze aeree più tradizionaliste, come l'AMI, sono passate non solo ai colori, ma prima ancora, ai distintivi a bassa visibilità, lasciando perdere le precedenti araldiche, specialmente quelle comprendenti cerchi bianchi, sinistramente ricordanti i bersagli da tiro a segno. Prima di passare alle vernici interamente a bassa visibilità, sono state modificate prima le insegne di nazionalità, anche in maniera artigianale: per esempio, durante la guerra delle Falkland gli inglesi tolsero il cerchio bianco delle loro insegne con una mano di vernice blu, come il contorno esterno.

## Magnetica
La segnatura magnetica è pure importante con cinture di degaussing, che riducono i campi magnetici parassiti delle navi che altrimenti attiverebbero le mine magnetiche. La loro interpretazione talvolta è invece quella di esaltare questa segnatura, per fare esplodere anticipatamente le mine, a distanze di sicurezza. Si tratta, ovviamente di un gioco pericoloso, che è fatto con navi specializzate nelle contromisure mine.

## Altre forme distealthness

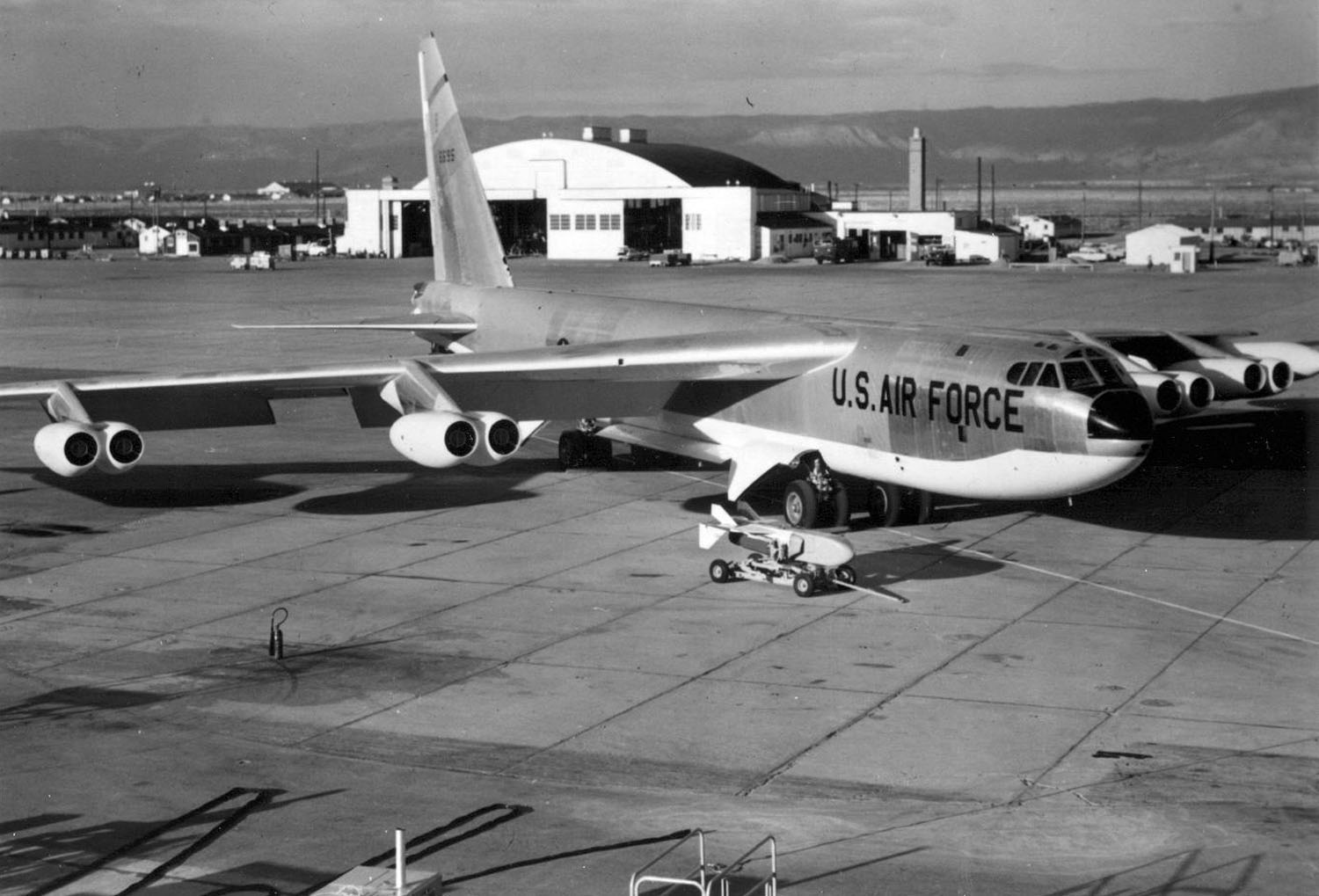
Il Quail e il B-52 assieme, danno l'idea della relatività della RCS

Esiste lo stealth, ma anche lo stealth invertito. I piccoli aerobersagli, per esempio, hanno spesso dei sistemi per rendere la loro sagoma paragonabile a quella di un aereo vero e proprio. Tra i sistemi utilizzati, emettitori di radiazioni nella banda di funzionamento del radar, o amplificatori di segnali ricevuti. Esistono anche le lenti di Luneburg, che concentrano il segnale di ritorno in un'unica direzione, in cui il bersaglio viene (in genere frontalmente) visto come molto più grande di quanto non sia(6).
Invece che di sistemi sperimentali da poligono, si può trattare anche di decoy che aiutano a confondere le difese aeree, che li scambiano per aeroplani veri durante missioni di attacco.
Un tipico esempio era il GAM-72 Quail, che era trasportato dal B-52 in tre o 4 esemplari. Esso era sagomato in maniera molto tozza e ricca di angoli vivi, nei limiti di una macchina che doveva essere veloce abbastanza da tenere il passo con i bombardieri a reazione, e grazie anche a speciali accorgimenti, dava un'immagine radar paragonabile a quella del bombardiere, 100 volte più grande in termini materiali. Un sistema più recente è il TALD, usato nel 1991 quando in una quarantina di esemplari vennero sganciati vicino a Baghdad. Nonostante la mancanza di motore, essi sono in grado di planare da alta quota per decine di chilometri, e le difese irachene, che erano tutt'altro che sguarnite, reagirono vigorosamente, abbattendone 37 con i missili SAM.
Un trucco simile venne utilizzato, con teleguidati di vario genere, 9 anni prima sulla valle della Beqāʿ, quando gli israeliani distrussero le 19 batterie SAM siriane lanciando un finto attacco con questi velivoli, aspettando che le batterie accendessero i radar per sparargli addosso, e poi colpendole di sorpresa con missili antiradar. Finti bersagli sono usati anche per le unità navali, come i generatori di rumore Nixie per le navi, trainati ad una certa distanza, e i sistemi lanciabili dai sottomarini, alle volte a forma di veri e propri piccoli siluri autopropulsi, per esempio in calibro 127 mm.
Altri esempi sono quelli relativi alle contromisure antimine: a suo tempo, circa 70 anni fa esistevano già aerei come i Wellington equipaggiati con un cerchio metallico generante un campo magnetico, per fare esplodere le mine magnetiche, armi pericolosissime, volando a bassa quota. Attualmente esistono altri sistemi, come la "Troika", un cacciamine tedesco che telecomanda 3 imbarcazioni simulanti navi, oppure la slitta degli elicotteri MH-53 americani, che la trainano sul mare, nel mentre essa emette forti segnali magnetici e acustici.
Tra le navi, il primo esempio di contrasto ai nuovi siluri ad autoguida acustica tedeschi ha visto il Foxer, sistema britannico costituito da una gabbia con tubi metallici liberi di muovervisi con il moto della nave. Sistema rudimentale, venne presto sostituito da apparati più sofisticati, il più importante attualmente è l'SQL-25 Nixie americano, portato in due esemplari per nave e filato uno per volta (il guaio di questi e altri sistemi è che i siluri acustici vengono sparati in genere in coppia). Durante la guerra delle Falklands alcuni siluri antisommergibile tirati contro sospetti battelli argentini finirono contro i decoy antisiluro inglesi, che vennero distrutti (altri invece, colpirono degli sfortunati cetacei, essendo i mari meridionali i soli con ancora una buona popolazione di balene, praticamente scomparse in quelli settentrionali).
Lo stealth invertito è anche la ragione dei colori antimimetici, in origine rosso acceso, poi arancione, dei velivoli da addestramento o degli aerobersagli: infatti in questi casi interessa, sia per il volo, che per emergenze oppure per le riprese nelle esercitazioni, avere una macchina che si stagli il più nettamente possibile rispetto al terreno, alla neve o al cielo circostante. Tra le tante tipologie di "bassa osservabilità" vi è anche quella "dell'inganno": si riferisce a tutte le forme di rilevazione e può essere diretto alle macchine come anche alle persone, o addirittura a entrambi.
Per quello che riguarda il radar, esistono le ECM, che sono un sistema di disturbo attivo che può essere usato in molti modi, dal disturbo di sbarramento dei grandi aerei specializzati, che stanno a distanza e dispongono di potenti apparecchiature, a quello, molto più discreto, con effetto di "rumore". In sostanza l'emettitore è utilizzabile in maniera tale da non risultare un vero e chiaro disturbo intenzionale, ma da simulare un tale rumore di fondo (simile agli echi del terreno) da far cancellare, per eliminarlo, anche la traccia dell'aereo in volo.
Dal Cavallo di Troia in poi vi è una ricca tradizione di azioni di dissimulazione, i cui contorni sono indefinibili perché ogni tipo di tecnica ha la sua importanza per il successo dell'azione. Per esempio, Scipione l'Africano (a Zama), Giulio Cesare, Alessandro e Napoleone (Austerlitz) spesso chiedevano di parlamentare con i generali nemici per trattare la pace, solo perché sapevano che non possedevano forze sufficienti per combattere al momento, ma anche che altre erano in arrivo a breve e occorreva guadagnare tempo.
In tempi più vicini, si ricordano i grandi preparativi per la battaglia di El Alamein, in cui gli inglesi utilizzarono anche i consigli di prestigiatori con operazioni atte ad ingannare le spie e i ricognitori. Per esempio, la realizzazione di un gran numero di finti autocarri o cannoni trainati con i relativi trattori, o i chilometri di acquedotto che vennero costruiti nel deserto per simulare una dislocazione delle truppe che non corrispondeva ai piani. Il piano di mistificazione era concepito in maniera organica, e aveva anche un nome in codice: Bertram.
Anche tenere una cerimonia ufficiale a bordo delle corazzate inglesi da poco colpite dagli incursori ad Alessandria d'Egitto (tardo 1941) fu un'operazione d'inganno, che diede i suoi frutti perché l'Asse non si rese conto subito che l'azione aveva avuto successo, continuando a temere la Mediterranean Fleet più del dovuto. Tra gli esempi innumerevoli che a tutt'oggi si possono elencare, vi sono i decoy simulanti veicoli, carri armati, batterie di missili, aerei ed elicotteri, anche in forme sofisticate e riscaldate, che possono trarre in inganno anche i sensori termici. Le realizzazioni più semplici sono state, per esempio, gli aerei realizzati con il bambù dai giapponesi, oppure i falsi carri armati realizzati con scatole metalliche e tubi di stufa che vennero trovati in Kuwait dopo la guerra del 1991.
Per quello che riguarda alcuni dei principali costruttori, gli svedesi hanno una cinquantennale esperienza con alcuni dei migliori kit per decoy. I sovietici, da sempre interessati allo stesso tipo di principio, che hanno perseguito in ogni campo, con il nome di maskirovsa imitatsja, producendo materiali mimetici anti visivi, poi anti-IR e anche contro i radar di osservazione, oltre che finti bersagli come i veicoli e aerei. Il mix tra queste tecniche le rende più efficaci, perché coprire con un telo mimetico un simulacro aumenta molto la possibilità che esso sia scambiato per un sistema vero. Tra i tanti episodi, pare che gli iracheni, sempre durante la guerra del 1991 abbiano simulato danni agli aeroporti dipingendovi dei finti crateri.
Vi sono anche mezzi militari specificamente costruiti per l'inganno. Per esempio, il lanciarazzi multiplo Valkiri sudafricano, basato su un autocarro SAMIL 4x4, è un mezzo pensato per avere le sembianze di un normale autocarro tattico. Normalmente esso ha il lanciarazzi del cassone posteriore, nascosto da un telaio e tendone, come se fosse un similare veicolo da trasporto. Al momento opportuno, questo viene rimosso e il veicolo è pronto a lanciare i razzi in un raggio di 22 km. Il prezzo da pagare è che vi sono solo 24 armi (anziché le 30-40 dei normali Katiusha), ma l'effetto sorpresa è assicurato.